# Oryzeae
Oryzeae Dumort., 1824 è una tribù di piante erbacee angiosperme monocotiledoni appartenenti alla famiglia Poaceae (sottofamiglia Ehrhartoideae).

## Etimologia
Il nome della tribù deriva dal suo genere tipo Oryza L., antica parola greca e latina per le piante di riso (il nome proviene anche dall'arabo "eruz"). Il nome scientifico della tribù è stato definito dal botanico, naturalista e politico belga Barthélemy Charles Joseph Dumortier (Tournai, 3 aprile 1797 – 9 giugno 1878)  nella pubblicazione "Observations sur les Graminees de la Flore Belgique 83. 1824 " del 1824.

## Descrizione

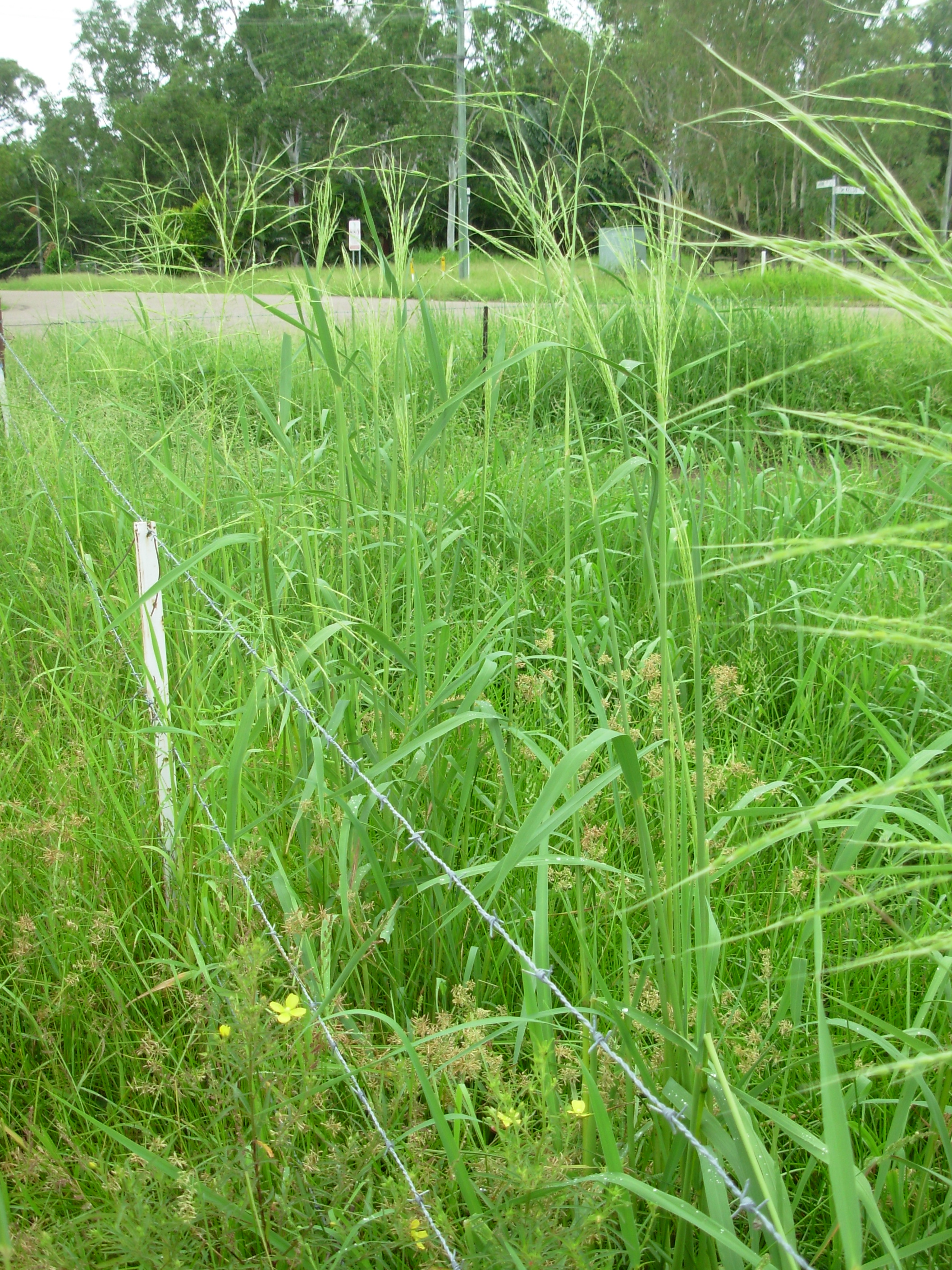
Il portamento
Oryza australensis (Oryzinae)

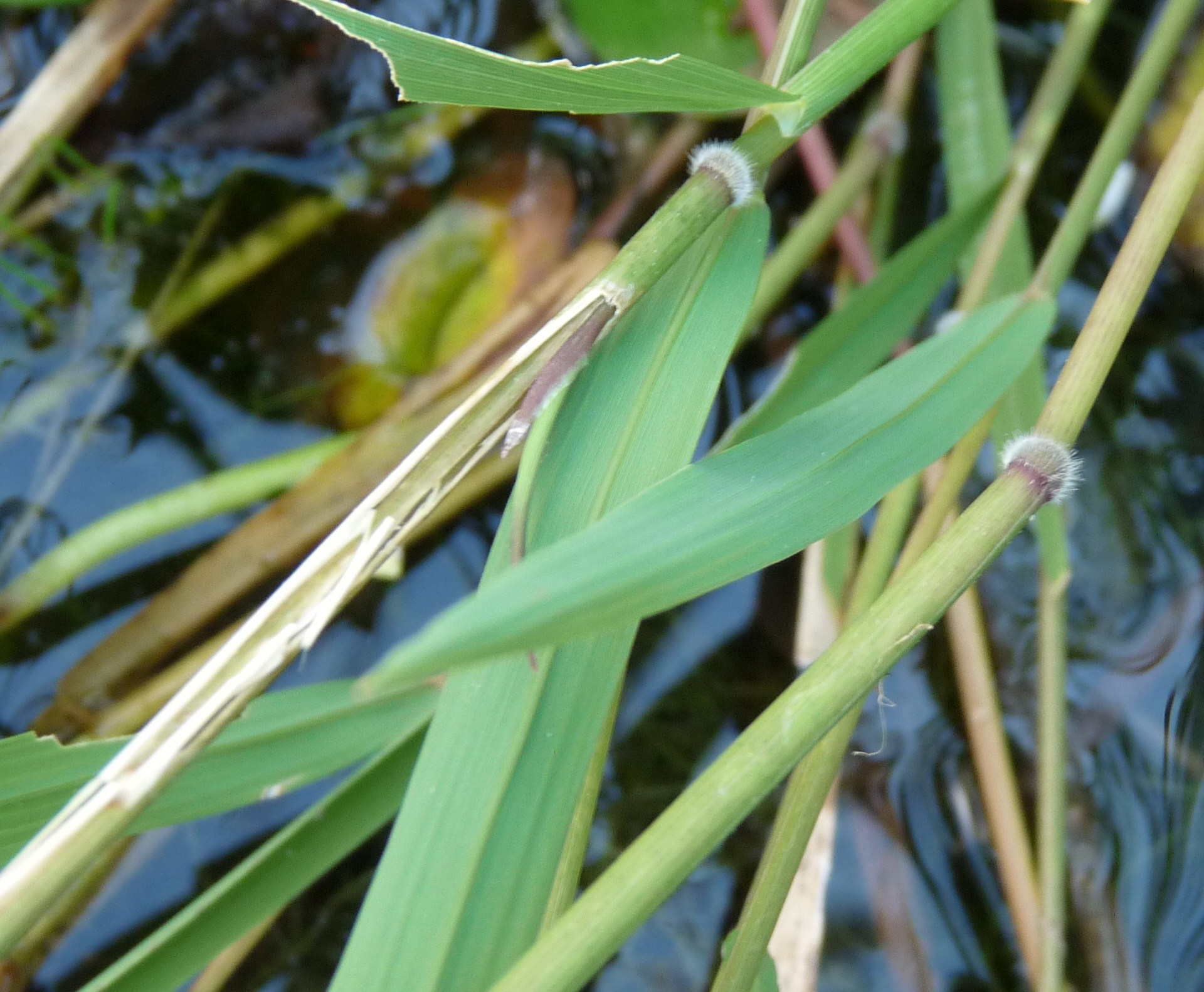
Le foglie
Leersia japonica (Oryzinae)

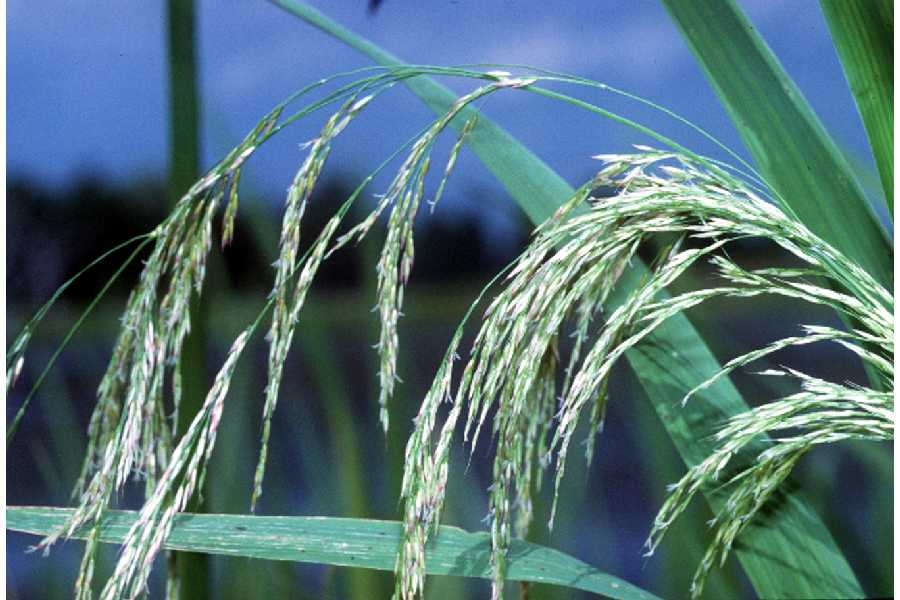
Infiorescenza
Zizaniopsis miliacea (Zizaniinae)

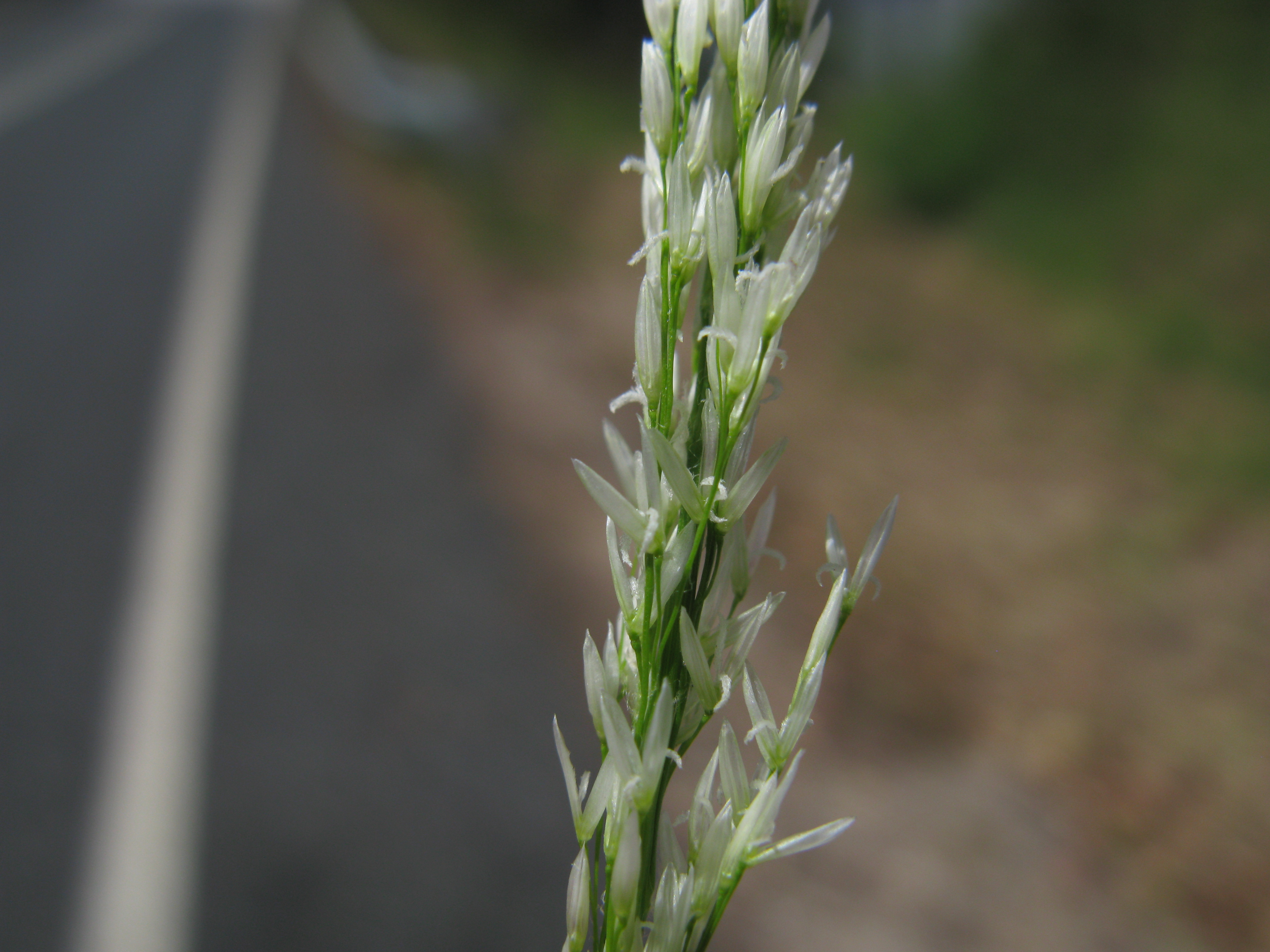
La spighetta
Potamophila parviflora (Zizaniinae)

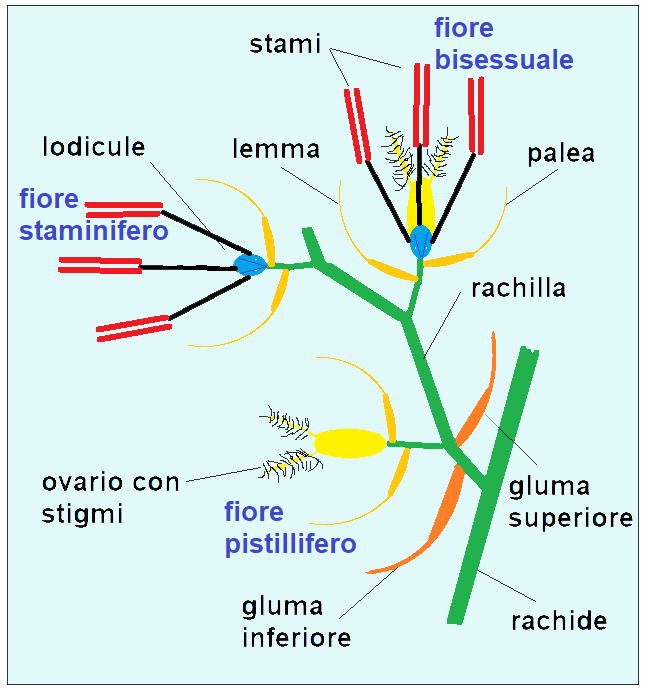
Spighetta generica con tre fiori diversi

### Portamento
Il portamento delle specie di questa tribù è erbaceo annuale o perenne cespitoso, rizomatoso e stolonifero.  Altezza massima 3 m (Zizania). Sono presenti anche portamenti acquatici. Le radici in genere sono del tipo fascicolato. I culmi sono eretti o decombenti, non ramificati, mentre i nodi hanno una consistenza da spugnosa a solida.

### Foglie
Le foglie lungo il culmo sono alterne e distiche. Sono composte da una guaina (per lo più liscia e glabra), una ligula (membranosa a volte cigliata) e una lamina. La lamina delle foglie è relativamente ampia con delle forme da ellittiche a lanceolate con apice acuminato; la superficie può essere scabrosa. Le foglie a volte possono presentarsi con o senza padiglioni auricolari; con o senza uno pseudo-picciolo. Le venature sono parallelinervie (quelle trasversali possono essere visibili o assenti). Nel mesofillo possono mancare le cellule fusiformi. Il sistema vascolare della nervatura centrale comprende almeno due spessi fasci vascolari, con altri fasci posti adassialmente e abassialmente. Nelle foglie sono presenti dei corpi di silice o fitoliti che hanno la funzione di aumentare la rigidità e resistenza delle foglie.

### Fiori
- Infiorescenza principale (sinfiorescenza o semplicemente spiga): le infiorescenze, ramificate (i rami laterali sono angolati), hanno la forma di una pannocchia aperta, a volta a forma di un racemo. Alla base le infiorescenze possono essere sottese da una foglia. Le spighette in genere sono da solitarie a 6 per ramo. In alcune specie nella stessa infiorescenza sono presenti sia spighette unisessuali che bisessuali. In altre le spighette staminifere si trovano sui rami inferiori della pannocchia; quelle pistillifere sui superiori; nei rami centrali si trovano spighette miste maschili e femminili.
- Infiorescenza secondaria (o spighetta): le spighette pedicellate sono composte da un solo fiore fertile distale, mentre sono presenti in posizione prossimale da nessuno a due fiori sterili ridotti a lemmi sterili e vuoti. Le spighette sono lateralmente compresse. La rachilla non è prolungata. La disarticolazione è sotto i fiori fertili (sopra le glume, ma non tra i fiori anche se sterili). Le glume possono essere assenti o ridotte. I lemmi hanno una consistenza da membranosa a coriacea, sono carenati e percorsi da 5 - 10 vene; quelli fertili sono asimmetrici, cigliati, più o meno chiusi e coriacei o membranosi. Le palee sono simili ai lemmi ma più strette con 3 - 7 vene e una carena centrale; quelle sterili sono assenti.

I fiori fertili sono attinomorfi formati da 3 verticilli: perianzio ridotto, androceo e gineceo (assente nei fiori sterili). Alla base del fiore sono presenti due brattee: la palea e il lemma.
- Formula fiorale:[5]

- , P 2, A (1-)3(-6), G (2–3) supero, cariosside.

- Il perianzio è ridotto e formato da due lodicule, delle squame, poco visibili (forse relitto di un verticillo di 3 sepali). Le lodicule possono essere anche assenti.
- L'androceo è composto da 1, 2, 3 o 6 stami ognuno con un breve filamento, una antera e due teche. Le antere sono basifisse con deiscenza laterale. Il polline è monoporato.
- Il gineceo è composto da 3-(2) carpelli connati formanti un ovario supero. L'ovario, glabro o pubescente ha un solo loculo con un solo ovulo subapicale (o quasi basale). L'ovulo è anfitropo e semianatropo e tenuinucellato o crassinucellato. Lo stilo è unico con due stigmi papillosi.

### Frutti
I frutti sono del tipo cariosside, ossia sono dei piccoli chicchi indeiscenti nel quale il pericarpo è formato da una sottile parete che circonda il singolo seme. In particolare il pericarpo è fuso al seme e aderente. L'endosperma è duro e l'ilo è lungo e lineare. L'embrione è provvisto di epiblasto. I margini embrionali della foglia si sovrappongono. La fessura scutellare è assente.

## Biologia
In generale nelle erbe delle Poaceae la riproduzione avviene fondamentalmente tramite l'impollinazione dei fiori per via  anemogama. Gli stigmi piumosi sono una caratteristica importante per catturare meglio il polline aereo. In questo gruppo sono presenti fiori cleistogamici per cui è possibile l'autoimpollinazione.
I semi cadendo a terra, dopo aver eventualmente percorso alcuni metri a causa del vento (dispersione anemocora) sono dispersi soprattutto da insetti tipo formiche (mirmecoria).

## Distribuzione e habitat
La distribuzione delle specie di questo gruppo è cosmopolita e soprattutto africana e asiatica con habitat caldi e umidi, a volte allagati e altri completamente acquatici.

## Tassonomia
La famiglia delle Poacee comprende circa 800 generi e oltre 9.000 specie. È una delle famiglie più numerose e più importanti del gruppo delle monocotiledoni. La famiglia è suddivisa in 12 sottofamiglie, la tribù Oryzeae fa parte della sottofamiglia Ehrhartoideae.

### Composizione della tribù
La tribù si compone di 2 sottotribù, 11 generi e 69 specie:
- Sottotribù Oryzinae (Kunth) Griseb.
  - Leersia Sw. (18 specie)
  - Maltebrunia Kunth (4 spp.)
  - Oryza L. (19 spp.)
  - Prosphytochloa Schweick. (1 sp.)
- Sottotribù Zizaniinae Benth.
  - Chikusichloa Koidz. (3 spp.)
  - Hygroryza Nees (1 sp.)
  - Luziola Juss. (11 spp.)
  - Potamophila R.Br. (1 sp.)
  - Rhynchoryza Baill. (1 sp.)
  - Zizania L. (4 spp.)
  - Zizaniopsis Döll & Asch. (6 spp.)

### Specie presenti sul territorio italiano
Di questa tribù solamente tre specie (tutte della sottotribù Oryzinae), qui sotto brevemente descritte, sono presenti sul territorio italiano.
- Leersia oryzoides (L.) Swartz, 1788 - Riso selvatico: l'altezza varia da 3 a 20 dm; il ciclo biologico è perenne; la forma biologica è geofita rizomatosa (G rhiz); il tipo corologico è Subcosmopolita; l'habitat tipico sono le rive dei fossi, i canali, gli stagni e le risaie; la distribuzione sul territorio italiano è relativa al Nord-Centro fino ad una altitudine di 300 m s.l.m..

- Oryza sativa L., 1753 - Riso: l'altezza varia da 7 a 15 dm; il ciclo biologico è annuo; la forma biologica è terofita scaposa (T scap);  il tipo corologico è Sud est asiatico; l'habitat tipico sono i campi inondati con acqua stagnante; la distribuzione sul territorio italiano è relativa al Nord (soprattutto la Pianura Padana occidentale) fino ad una altitudine di 300 m s.l.m..

- Oryza rufipogon Griff., 1851: in Italia è considerata esotica coltivata.

### Filogenesi
Una filogenesi molecolare robusta e ben campionata mostra che tutti i gruppi di questa tribù (sottotribù e generi) sono monofiletici. La tribù, all'interno della sottofamiglia rappresenta il "core" e risulta "gruppo fratello" della tribù Phyllorachideae.
Le sinapomorfie per questa tribù sono le seguenti:
- le glume sono ridotte o assenti;
- il sistema vascolare della nervatura centrale delle foglie è formato da almeno due fasci vascolari;

Si stima che questa tribù abbia incominciato a divergere a circa 35 milioni di anni fa (fine Eocene), mentre per le due sottotribù si stima, come età di separazione, circa a 24 milioni di anni fa (fine Oligocene).
Il cladogramma sottostante, ricavato da recenti studi e semplificato, mostra l'attuale conoscenza filogenetica della tribù:
|  | Hygroryza                                               |
|  |                                                         |
|  | \| \| Zizania \| \| \| \| \| \| Rhynchoryza \| \| \| \| |
|  |                                                         |
|  | Zizania                                                 |
|  |                                                         |
|  | Rhynchoryza                                             |
|  |                                                         |

|  | Zizania     |
|  |             |
|  | Rhynchoryza |
|  |             |

|  | Luziola     |
|  |             |
|  | Zizaniopsis |
|  |             |

|  | Hygroryza                                               |
|  |                                                         |
|  | \| \| Zizania \| \| \| \| \| \| Rhynchoryza \| \| \| \| |
|  |                                                         |
|  | Zizania                                                 |
|  |                                                         |
|  | Rhynchoryza                                             |
|  |                                                         |

|  | Zizania     |
|  |             |
|  | Rhynchoryza |
|  |             |

|  | Luziola     |
|  |             |
|  | Zizaniopsis |
|  |             |

|  | Hygroryza                                               |
|  |                                                         |
|  | \| \| Zizania \| \| \| \| \| \| Rhynchoryza \| \| \| \| |
|  |                                                         |
|  | Zizania                                                 |
|  |                                                         |
|  | Rhynchoryza                                             |
|  |                                                         |

|  | Zizania     |
|  |             |
|  | Rhynchoryza |
|  |             |

|  | Luziola     |
|  |             |
|  | Zizaniopsis |
|  |             |

|  | Hygroryza                                               |
|  |                                                         |
|  | \| \| Zizania \| \| \| \| \| \| Rhynchoryza \| \| \| \| |
|  |                                                         |
|  | Zizania                                                 |
|  |                                                         |
|  | Rhynchoryza                                             |
|  |                                                         |

|  | Zizania     |
|  |             |
|  | Rhynchoryza |
|  |             |

|  | Luziola     |
|  |             |
|  | Zizaniopsis |
|  |             |

|  | Hygroryza                                               |
|  |                                                         |
|  | \| \| Zizania \| \| \| \| \| \| Rhynchoryza \| \| \| \| |
|  |                                                         |
|  | Zizania                                                 |
|  |                                                         |
|  | Rhynchoryza                                             |
|  |                                                         |

|  | Zizania     |
|  |             |
|  | Rhynchoryza |
|  |             |

|  | Luziola     |
|  |             |
|  | Zizaniopsis |
|  |             |

|  | Hygroryza                                               |
|  |                                                         |
|  | \| \| Zizania \| \| \| \| \| \| Rhynchoryza \| \| \| \| |
|  |                                                         |
|  | Zizania                                                 |
|  |                                                         |
|  | Rhynchoryza                                             |
|  |                                                         |

|  | Zizania     |
|  |             |
|  | Rhynchoryza |
|  |             |

|  | Luziola     |
|  |             |
|  | Zizaniopsis |
|  |             |

|  | Hygroryza                                               |
|  |                                                         |
|  | \| \| Zizania \| \| \| \| \| \| Rhynchoryza \| \| \| \| |
|  |                                                         |
|  | Zizania                                                 |
|  |                                                         |
|  | Rhynchoryza                                             |
|  |                                                         |

|  | Zizania     |
|  |             |
|  | Rhynchoryza |
|  |             |

|  | Luziola     |
|  |             |
|  | Zizaniopsis |
|  |             |

|  | Hygroryza                                               |
|  |                                                         |
|  | \| \| Zizania \| \| \| \| \| \| Rhynchoryza \| \| \| \| |
|  |                                                         |
|  | Zizania                                                 |
|  |                                                         |
|  | Rhynchoryza                                             |
|  |                                                         |

|  | Zizania     |
|  |             |
|  | Rhynchoryza |
|  |             |

|  | Luziola     |
|  |             |
|  | Zizaniopsis |
|  |             |

|  | \| \| Leersia \| \| \| \| \| \| Prosphytochloa \| \| \| \| |
|  |                                                            |
|  | Oryza                                                      |
|  |                                                            |
|  | Leersia                                                    |
|  |                                                            |
|  | Prosphytochloa                                             |
|  |                                                            |

|  | Leersia        |
|  |                |
|  | Prosphytochloa |
|  |                |

|  | Hygroryza                                               |
|  |                                                         |
|  | \| \| Zizania \| \| \| \| \| \| Rhynchoryza \| \| \| \| |
|  |                                                         |
|  | Zizania                                                 |
|  |                                                         |
|  | Rhynchoryza                                             |
|  |                                                         |

|  | Zizania     |
|  |             |
|  | Rhynchoryza |
|  |             |

|  | Luziola     |
|  |             |
|  | Zizaniopsis |
|  |             |

|  | Hygroryza                                               |
|  |                                                         |
|  | \| \| Zizania \| \| \| \| \| \| Rhynchoryza \| \| \| \| |
|  |                                                         |
|  | Zizania                                                 |
|  |                                                         |
|  | Rhynchoryza                                             |
|  |                                                         |

|  | Zizania     |
|  |             |
|  | Rhynchoryza |
|  |             |

|  | Luziola     |
|  |             |
|  | Zizaniopsis |
|  |             |

|  | Hygroryza                                               |
|  |                                                         |
|  | \| \| Zizania \| \| \| \| \| \| Rhynchoryza \| \| \| \| |
|  |                                                         |
|  | Zizania                                                 |
|  |                                                         |
|  | Rhynchoryza                                             |
|  |                                                         |

|  | Zizania     |
|  |             |
|  | Rhynchoryza |
|  |             |

|  | Luziola     |
|  |             |
|  | Zizaniopsis |
|  |             |

|  | Hygroryza                                               |
|  |                                                         |
|  | \| \| Zizania \| \| \| \| \| \| Rhynchoryza \| \| \| \| |
|  |                                                         |
|  | Zizania                                                 |
|  |                                                         |
|  | Rhynchoryza                                             |
|  |                                                         |

|  | Zizania     |
|  |             |
|  | Rhynchoryza |
|  |             |

|  | Luziola     |
|  |             |
|  | Zizaniopsis |
|  |             |

|  | Hygroryza                                               |
|  |                                                         |
|  | \| \| Zizania \| \| \| \| \| \| Rhynchoryza \| \| \| \| |
|  |                                                         |
|  | Zizania                                                 |
|  |                                                         |
|  | Rhynchoryza                                             |
|  |                                                         |

|  | Zizania     |
|  |             |
|  | Rhynchoryza |
|  |             |

|  | Luziola     |
|  |             |
|  | Zizaniopsis |
|  |             |

|  | Hygroryza                                               |
|  |                                                         |
|  | \| \| Zizania \| \| \| \| \| \| Rhynchoryza \| \| \| \| |
|  |                                                         |
|  | Zizania                                                 |
|  |                                                         |
|  | Rhynchoryza                                             |
|  |                                                         |

|  | Zizania     |
|  |             |
|  | Rhynchoryza |
|  |             |

|  | Luziola     |
|  |             |
|  | Zizaniopsis |
|  |             |

|  | Hygroryza                                               |
|  |                                                         |
|  | \| \| Zizania \| \| \| \| \| \| Rhynchoryza \| \| \| \| |
|  |                                                         |
|  | Zizania                                                 |
|  |                                                         |
|  | Rhynchoryza                                             |
|  |                                                         |

|  | Zizania     |
|  |             |
|  | Rhynchoryza |
|  |             |

|  | Luziola     |
|  |             |
|  | Zizaniopsis |
|  |             |

|  | Hygroryza                                               |
|  |                                                         |
|  | \| \| Zizania \| \| \| \| \| \| Rhynchoryza \| \| \| \| |
|  |                                                         |
|  | Zizania                                                 |
|  |                                                         |
|  | Rhynchoryza                                             |
|  |                                                         |

|  | Zizania     |
|  |             |
|  | Rhynchoryza |
|  |             |

|  | Luziola     |
|  |             |
|  | Zizaniopsis |
|  |             |

|  | \| \| Leersia \| \| \| \| \| \| Prosphytochloa \| \| \| \| |
|  |                                                            |
|  | Oryza                                                      |
|  |                                                            |
|  | Leersia                                                    |
|  |                                                            |
|  | Prosphytochloa                                             |
|  |                                                            |

|  | Leersia        |
|  |                |
|  | Prosphytochloa |
|  |                |